# ماساکاتسو ساوا
ماساکاتسو ساوا (انگلیسی: Masakatsu Sawa؛ زادهٔ ۱۲ ژانویهٔ ۱۹۸۳) بازیکن فوتبال اهل ژاپن است.
از باشگاه‌هایی که در آن بازی کرده‌است می‌توان به باشگاه فوتبال اسپورتینگ کریستال و باشگاه فوتبال کاشیوا ریسول اشاره کرد.